# Erwin Vanderplancke
Erwin Vanderplancke (6 april 1995) is een Belgisch triatleet. 
Op het Wereldkampioenschap triatlon in Hamburg in 2020 eindigde hij samen met Valerie Barthelemy, Jelle Geens en Claire Michel vijfde in de gemengde estafette.

## Palmares

### Individueel
- 2013:  BK U19
- 2013: 24e EK U19
- 2014: 22e EK U19
- 2014:  BK U19
- 2016: 7e BK
- 2017: 30e EK
- 2018: 35e EK
- 2019: 22e EK

### Gemengde estafette
- 2020: 5e WK Mixed Relay
- 2021: 8e EK Mixed Relay